# ألان وين
ألان وين (بالإنجليزية: Alan Winn)‏ (18 فبراير 1996 في الولايات المتحدة - ) هو لاعب كرة قدم أمريكي في مركز الهجوم. لعب مع Nashville SC (2018–19) ‏.

## وصلات خارجية
- ألان وين على موقع الدوري الأمريكي (الإنجليزية)
- ألان وين على موقع قاعدة بيانات كرة القدم.إي يو (الإنجليزية)
- ألان وين على موقع Soccerway.com (الإنجليزية)
- ألان وين على موقع عالم كرة القدم.نت (الإنجليزية)